# 鬼﨑裕司
鬼﨑 裕司（おにざき ゆうじ、1983年4月7日 - ）は、佐賀県佐賀市出身の元プロ野球選手（内野手）、コーチ、野球解説者。
3歳年上の実兄は社会人野球のかずさマジックに1期生として在籍した鬼崎智史。

## 経歴

### 高校・大学時代
小学1年生のとき、兄の影響を受けて野球を始める。
1999年、佐賀県立佐賀工業高等学校へ進学し、遊撃手に転向。高校時代は甲子園出場はなかった。
2002年、関東学院大学へ進学すると、春からベンチ入り。秋からレギュラーをつかんだ。
2003年、全日本大学野球選手権大会に出場するなど大舞台の経験を積んだ。
2005年、春季リーグでMVPを獲得し、巧守のドラフト候補として名前が挙がった。しかしこの時点では指名されなかった。4年時は1年下の原拓也と二遊間を組んで、遊撃手で春秋と原ともにベストナイン。

### 社会人時代
2006年、社会人野球の富士重工業に入団。夏には「1番・遊撃手」のレギュラーを獲得。第77回都市対抗野球大会1回戦（対日産自動車戦）では敗戦したものの2安打を放つ。そして秋の第33回社会人野球日本選手権大会では全試合で「1番・遊撃手」としてチームの16年ぶり2度目の優勝に貢献、大会優秀選手（遊撃手部門）を獲得した。
2007年、2年連続で第78回都市対抗野球大会、第34回社会人野球日本選手権大会に出場した。同年11月19日のドラフト会議にて東京ヤクルトスワローズから3巡目指名を受け、契約金7000万円・年俸1200万円で契約し（金額は推定）、入団。背番号は46。

### ヤクルト時代

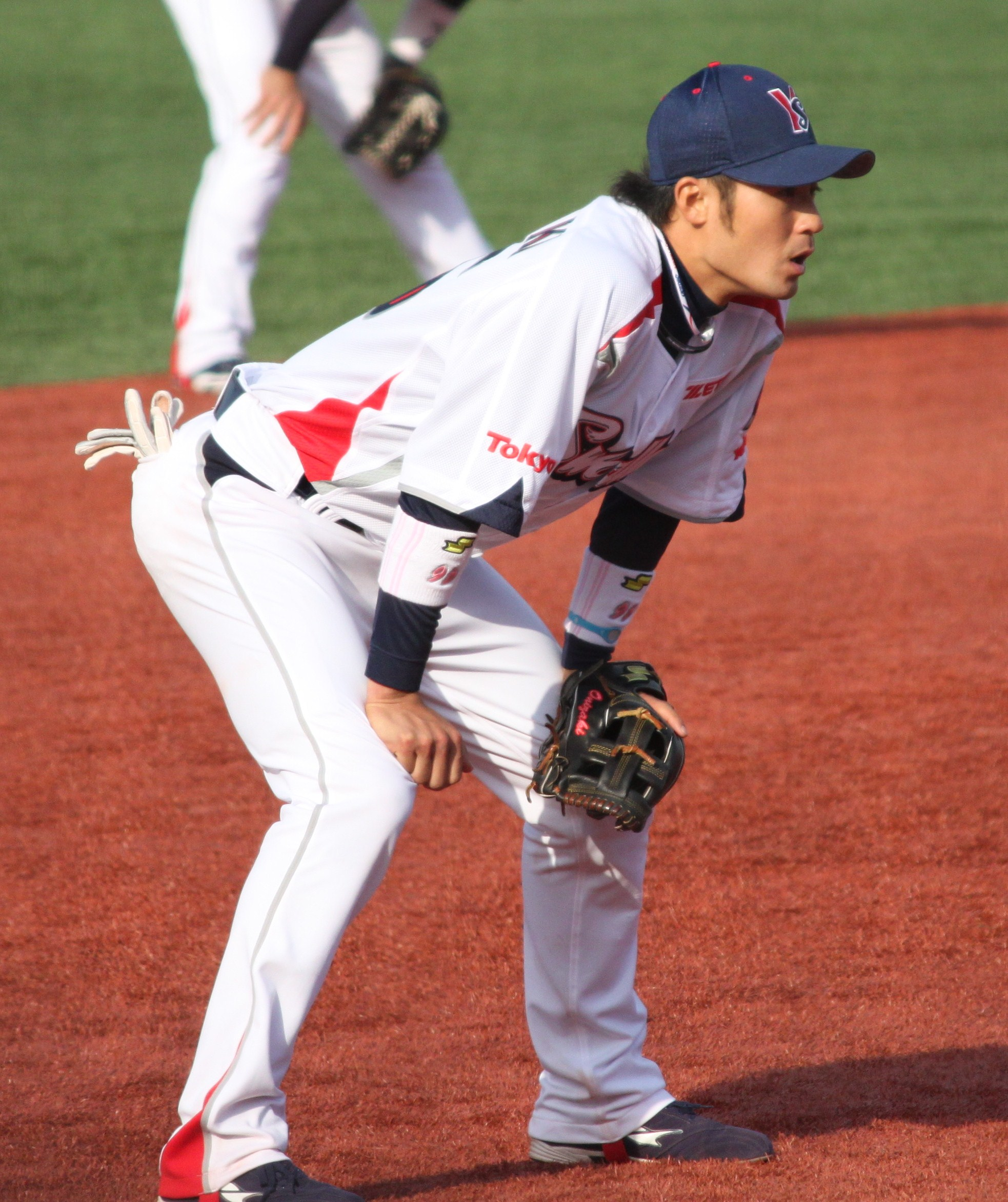
ヤクルト時代 2010年4月3日 明治神宮野球場

2008年、オープン戦で結果を残すことができず2月25日に早々と二軍降格が決定。結局開幕一軍入りは果たせなかったが、教育リーグを経て、4月4日に川島慶三と入れ替えで、初めて一軍へ昇格。4月5日の対中日ドラゴンズ戦（ナゴヤドーム）でプロ初出場。9月27日に開幕したハワイ・ウィンターリーグでは高井雄平とともに派遣され、ワイキキ・ビーチボーイズに所属した。
2009年、開幕を二軍で迎え、ファームでも打率.241・3本塁打・37打点に終わったが、9月19日に昇格。23日に初先発出場すると、プロ初安打と初打点を含む4打数3安打2打点の活躍でヒーローインタビューを受けた。その後も起用され、最終的に15試合の出場ながら打率.356・2本塁打・8打点で、球団初のクライマックス・シリーズ出場に貢献した。同年10月3日の対阪神タイガース戦（阪神甲子園球場）でプロ初本塁打を放った。
2010年、開幕一軍入りを果たす。4月3日の対横浜戦では、一軍で初めてとなる三塁手としての出場を記録する。このシーズンは出場試合数、打席数ともヤクルト在籍時では最多だったものの、レギュラー奪取には至らなかった。
2011年1月23日に入籍。

### 西武時代

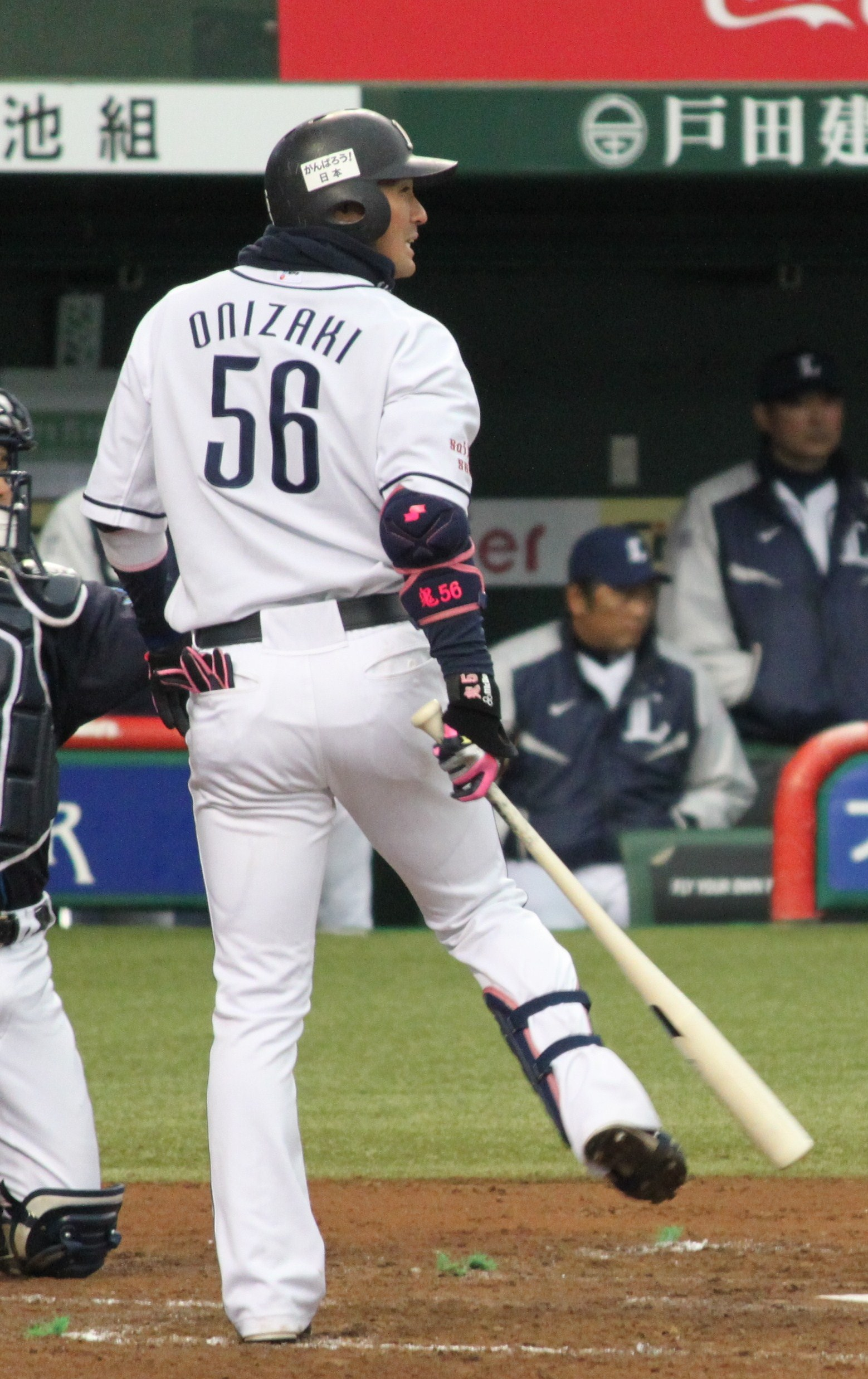
西武時代 2012年3月10日 西武ドーム

2011年5月24日、小野寺力とのトレードで埼玉西武ライオンズへ移籍することが発表された。背番号は56。8月4日の対楽天戦で移籍後初出場。西武での出場は2試合で終わる。
2012年、開幕一軍入りを果たす。4月8日の対ソフトバンク戦で一軍で初めて二塁の守備についた。9月22日の対日本ハム戦、1点差を追う8回に無死一・二塁でホセ・オーティズの代打で登場し、2ストライクと追い込まれた状況で送りバントを決め、その後チームが逆転したということから移籍後初のお立ち台に上がり、試合後に「根性でバントした」と話した。
2013年、チームの遊撃手として開幕戦以降数試合は2年目の永江恭平が、その後4・5月は主に新人の金子侑司が先発出場を重ねたが自身は主に7月からシーズン終了まで先発出場を重ね、最終的に自己最多の105試合に出場した。11月22日に背番号が4へ変更されることが発表された。
2014年、4月5日の対オリックス戦で一軍では初めて一塁手としての出場。同月9日のソフトバンク戦で右すねに自打球を当て、打撲のため11日登録を抹消される。しかし実戦復帰は大幅に遅れ、一軍での出場は8月22日になってからであった。実際には骨挫傷の重傷であったという
2015年、59試合に出場も打率が.196と前年を下回った。11月20日に背番号が5に変更されることが発表された。
2016年、打撃面では故障前の姿を取り戻しつつあったが、自慢の守備で苦しみプロ入り以降ワーストとなる12失策を記録した。
2017年、ルーキーの源田壮亮が遊撃手として全試合フルイニング出場したことなどを背景に、プロ入り後初めて一軍出場なしに終わった。10月6日に球団から戦力外通告を受け、20日に任意引退公示された。

### 指導者時代
2017年10月21日、2018年より埼玉西武ライオンズの二軍育成担当を務めることが発表された。
2020年、選手教育担当兼若獅子寮副寮長に配置転換。
2021年、二軍内野守備走塁コーチに配置転換。背番号は75となった。
2022年からはライオンズアカデミーのコーチに就任する傍ら、フジテレビTWOの野球解説者として活動する。
2023年は三軍守備コーチとしてコーチに復帰。背番号は94。2024年は三軍内野守備走塁コーチを務め、2025年からは三軍野手コーチを務める。

## 選手としての特徴・人物
俊足・巧打・堅守が持ち味の内野手。ヤクルト時代は一軍と二軍を行ったり来たりしていたが、西武に移籍後は出番を掴んだ。完全にレギュラー定着とはならなかったが、縁の下の力持ちとしてチームに欠かせない存在であった。

## 詳細情報

### 年度別打撃成績
| 年 度     | 球 団     | 試 合 | 打 席 | 打 数 | 得 点 | 安 打 | 二 塁 打 | 三 塁 打 | 本 塁 打 | 塁 打 | 打 点 | 盗 塁 | 盗 塁 死 | 犠 打 | 犠 飛 | 四 球 | 敬 遠 | 死 球 | 三 振 | 併 殺 打 | 打 率 | 出 塁 率 | 長 打 率 | O P S |
| --------- | --------- | ----- | ----- | ----- | ----- | ----- | -------- | -------- | -------- | ----- | ----- | ----- | -------- | ----- | ----- | ----- | ----- | ----- | ----- | -------- | ----- | -------- | -------- | ----- |
| 2008      | ヤクルト  | 3     | 4     | 4     | 1     | 0     | 0        | 0        | 0        | 0     | 0     | 0     | 0        | 0     | 0     | 0     | 0     | 0     | 2     | 0        | .000  | .000     | .000     | .000  |
| 2009      | ヤクルト  | 15    | 50    | 45    | 5     | 16    | 2        | 0        | 2        | 24    | 8     | 0     | 0        | 1     | 0     | 4     | 2     | 0     | 3     | 0        | .356  | .408     | .533     | .941  |
| 2010      | ヤクルト  | 60    | 96    | 87    | 9     | 17    | 3        | 0        | 1        | 23    | 5     | 0     | 1        | 3     | 0     | 5     | 0     | 0     | 25    | 0        | .195  | .239     | .264     | .503  |
| 2011      | ヤクルト  | 8     | 10    | 9     | 2     | 0     | 0        | 0        | 0        | 0     | 0     | 0     | 0        | 0     | 0     | 1     | 0     | 0     | 4     | 0        | .000  | .100     | .000     | .100  |
| 2011      | 西武      | 2     | 3     | 3     | 0     | 0     | 0        | 0        | 0        | 0     | 0     | 0     | 0        | 0     | 0     | 0     | 0     | 0     | 3     | 0        | .000  | .000     | .000     | .000  |
| '11計     | 西武      | 10    | 13    | 12    | 2     | 0     | 0        | 0        | 0        | 0     | 0     | 0     | 0        | 0     | 0     | 1     | 0     | 0     | 7     | 0        | .000  | .071     | .000     | .071  |
| 2012      | 西武      | 57    | 22    | 17    | 4     | 2     | 0        | 1        | 0        | 4     | 0     | 0     | 0        | 3     | 0     | 2     | 0     | 0     | 4     | 0        | .118  | .211     | .235     | .446  |
| 2013      | 西武      | 105   | 301   | 271   | 29    | 72    | 7        | 3        | 2        | 91    | 24    | 6     | 2        | 13    | 2     | 12    | 0     | 3     | 73    | 4        | .266  | .302     | .336     | .638  |
| 2014      | 西武      | 37    | 96    | 85    | 10    | 19    | 5        | 0        | 0        | 24    | 5     | 1     | 0        | 3     | 0     | 8     | 0     | 0     | 29    | 1        | .224  | .290     | .282     | .573  |
| 2015      | 西武      | 59    | 124   | 107   | 9     | 21    | 5        | 0        | 0        | 26    | 6     | 1     | 0        | 6     | 1     | 10    | 0     | 0     | 23    | 1        | .196  | .263     | .243     | .508  |
| 2016      | 西武      | 79    | 216   | 190   | 30    | 48    | 8        | 2        | 1        | 63    | 17    | 1     | 0        | 9     | 0     | 17    | 0     | 0     | 53    | 0        | .253  | .314     | .332     | .646  |
| 通算：9年 | 通算：9年 | 425   | 922   | 818   | 99    | 195   | 30       | 6        | 6        | 255   | 65    | 9     | 3        | 38    | 3     | 59    | 2     | 3     | 219   | 6        | .238  | .291     | .312     | .603  |

### 年度別守備成績
| 年 度 | 一塁  | 一塁  | 一塁  | 一塁  | 一塁  | 一塁     | 二塁  | 二塁  | 二塁  | 二塁  | 二塁  | 二塁     | 三塁  | 三塁  | 三塁  | 三塁  | 三塁  | 三塁     | 遊撃  | 遊撃  | 遊撃  | 遊撃  | 遊撃  | 遊撃     |
| 年 度 | 試 合 | 刺 殺 | 補 殺 | 失 策 | 併 殺 | 守 備 率 | 試 合 | 刺 殺 | 補 殺 | 失 策 | 併 殺 | 守 備 率 | 試 合 | 刺 殺 | 補 殺 | 失 策 | 併 殺 | 守 備 率 | 試 合 | 刺 殺 | 補 殺 | 失 策 | 併 殺 | 守 備 率 |
| ----- | ----- | ----- | ----- | ----- | ----- | -------- | ----- | ----- | ----- | ----- | ----- | -------- | ----- | ----- | ----- | ----- | ----- | -------- | ----- | ----- | ----- | ----- | ----- | -------- |
| 2008  | -     | -     | -     | -     | -     | -        | -     | -     | -     | -     | -     | -        | -     | -     | -     | -     | -     | -        | 2     | 2     | 1     | 0     | 0     | 1.000    |
| 2009  | -     | -     | -     | -     | -     | -        | -     | -     | -     | -     | -     | -        | -     | -     | -     | -     | -     | -        | 14    | 24    | 58    | 2     | 6     | .976     |
| 2010  | -     | -     | -     | -     | -     | -        | -     | -     | -     | -     | -     | -        | 2     | 0     | 2     | 0     | 0     | 1.000    | 53    | 32    | 81    | 5     | 15    | .958     |
| 2011  | -     | -     | -     | -     | -     | -        | -     | -     | -     | -     | -     | -        | 5     | 0     | 0     | 0     | 0     | 1.000    | 4     | 1     | 8     | 2     | 2     | .818     |
| 2012  | -     | -     | -     | -     | -     | -        | 30    | 20    | 23    | 1     | 4     | .977     | 12    | 1     | 5     | 0     | 1     | 1.000    | 11    | 2     | 8     | 1     | 1     | .909     |
| 2013  | -     | -     | -     | -     | -     | -        | 38    | 33    | 39    | 1     | 8     | .986     | 20    | 6     | 7     | 0     | 0     | 1.000    | 84    | 99    | 195   | 2     | 41    | .993     |
| 2014  | 4     | 29    | 1     | 0     | 3     | 1.000    | 1     | 0     | 2     | 0     | 0     | 1.000    | 2     | 2     | 1     | 0     | 0     | 1.000    | 34    | 53    | 74    | 2     | 20    | .984     |
| 2015  | 2     | 3     | 0     | 0     | 0     | 1.000    | -     | -     | -     | -     | -     | -        | 15    | 2     | 2     | 0     | 0     | 1.000    | 47    | 58    | 106   | 5     | 21    | .970     |
| 2016  | 9     | 22    | 3     | 1     | 1     | .962     | 2     | 1     | 1     | 0     | 1     | 1.000    | 10    | 6     | 18    | 5     | 3     | .828     | 60    | 61    | 146   | 6     | 33    | .972     |
| 通算  | 15    | 54    | 4     | 1     | 4     | .983     | 71    | 54    | 65    | 2     | 13    | .983     | 66    | 17    | 35    | 5     | 4     | .912     | 309   | 332   | 677   | 25    | 139   | .976     |

### 記録
初記録
- 初出場：2008年4月5日、対中日ドラゴンズ2回戦（ナゴヤドーム）、6回裏に川端慎吾に代わり遊撃手で出場
- 初打席：同上、8回表に鈴木義広の前に見逃し三振
- 初先発出場：2008年8月14日、対横浜ベイスターズ17回戦（横浜スタジアム）、「2番・遊撃手」で先発出場
- 初安打：2009年9月23日、対広島東洋カープ23回戦（MAZDA Zoom-Zoom スタジアム広島）、3回表に今井啓介から左前安打
- 初打点：同上、9回表にマイク・シュルツから左越2点適時二塁打
- 初本塁打：2009年10月3日、対阪神タイガース22回戦（阪神甲子園球場）、6回表に桟原将司から右越決勝ソロ
- 初盗塁：2013年6月23日、対オリックス・バファローズ9回戦（西武ドーム）、3回裏に二盗（投手：西勇輝、捕手：伊藤光）

### 背番号
- 46（2008年 - 2011年5月23日）
- 56（2011年5月25日[5] - 2013年）[注 1]
- 4（2014年[9] - 2015年）
- 5（2016年[12][13] - 2017年）
- 75（2021年[19]）
- 94（2023年[21] - ）

### 登録名
- 鬼崎 裕司（おにざき ゆうじ、2008年 - 2012年）
- 鬼﨑 裕司（おにざき ゆうじ、2013年 - 2021年、2023年 - ）

### 登場曲
- 「雪月花」湘南乃風（2015年シーズン途中‐終了まで）
- 「Ki・mi・ni・mu・chu」EXILE（2016年‐）